# Isabel Lastres Becker
Isabel Lastres Becker (n. 1974) es una científica germano-española, del Departamento de Bioquímica de la Facultad de Medicina de la Universidad Autónoma de Madrid,  licenciada en Ciencias Químicas  especializándose en Bioquímica por la Universidad Complutense de Madrid.
Su investigación se centra en las bases moleculares de varias enfermedades neurodegenerativas, como la enfermedad de Huntington o la enfermedad de Parkinson. En concreto en su proyecto, estudia la causa de la muerte de las neuronas en la enfermedad de Parkinson, y experimenta con fármacos con los que tratar de retrasar los avances de la enfermedad.
Su labor investigadora ha sido reconocida por la comunidad científica y ha recibido premios como el Scientific Achievement Award o el Premio Extraordinario de Doctorado en la Universidad Complutense de Madrid (Tesis: Implicación del sistema cannabinoide endógeno en enfermedades neurodegenerativas extrapiramidales).
En noviembre de 2010 fue galardonada, junto a cuatro científicas más (María Antonia Herrero, Ana Briones Alonso, Mercedes Vila y Elena Ramírez Parra), con el Premio L’Oréal – UNESCO “Por las mujeres en la Ciencia”, con una dotación de 15 000€ con la que se quiere premiar la labor de investigación que realizan mujeres de menos de 40 años para apoyar el papel  de la mujer en la ciencia, reconocerlo y ayudar a la conciliación de la vida laboral y familiar.